# Il profondo mare azzurro
Il profondo mare azzurro (The Deep Blue Sea) è un film del 2011 diretto da Terence Davies, adattamento dell'omonimo testo teatrale di Terence Rattigan. Interpretato da Rachel Weisz, Tom Hiddleston e Simon Russell Beale.

## Trama
Ambientato attorno al 1950, la protagonista della storia è Hester Collyer, moglie di Sir William Collyer, giudice dell'Alta Corte di Giustizia. Il matrimonio è affettuoso, ma privo di passione e la donna, molto più giovane del marito, intrattiene una relazione extra-coniugale con l'avvenente ma scapestrato Freddie Page, ex-pilota della RAF tormentato dai ricordi dei combattimenti avvenuti durante la seconda guerra mondiale.
Il film si concentra su una sola giornata: Hester è sopravvissuta ad un tentato suicidio nel piccolo appartamento del quartiere popolare di Londra nel quale si è trasferita per vivere con Freddie - rinunciando alla vita agiata che le assicurava il suo matrimonio - dopo aver informato il marito della loro relazione. La storia si sviluppa quindi con una serie di flashback, attraverso cui si comprendono le ragioni delle scelte di Hester.
Il titolo riprende il dilemma di Hester sospesa "tra il diavolo e il profondo mare azzurro" (due situazioni egualmente indesiderabili): la passione dell'amore per Freddie e l'affetto e la tranquillità della sua vita coniugale.

## Produzione
La pellicola è stata girata nel tardo 2010 ed interamente a Londra, Inghilterra. Alcune scene sono state girate nei 3 Mills Studios.
La colonna sonora è presa dal concerto per violino e orchestra scritto nel 1939 da Samuel Barber.

## Distribuzione
Il film è stato presentato in anteprima l'11 settembre 2011 al Toronto International Film Festival.
In Italia è stato presentato al Festival internazionale del film di Roma 2011 e trasmesso direttamente in televisione su Rai Movie nella notte tra il 29 e il 30 gennaio 2014. Successivamente è stato distribuito anche per il mercato Home Video.

## Riconoscimenti
- 2011 - BFI London Film Festival
  - Candidatura come miglior film
- 2012 - Evening Standard British Film Awards
  - Candidatura come miglior attrice a Rachel Weisz
- 2012 - London Critics Circle Film Awards[4]
  - Candidatura come miglior attrice dell'anno a Rachel Weisz
  - Candidatura come miglior attore non protagonista dell'anno a Simon Russell Beale
- 2012 - New York Film Critics Circle Awards
  - Miglior attrice a Rachel Weisz[5]
- 2013 - Golden Globe
  - Candidatura come miglior attrice in un film drammatico a Rachel Weisz[6]